# Ploceus nicolli
Ploceus nicolli là một loài chim trong họ Ploceidae.